# 러시아의 경제
러시아는 혼합경제 국가이다. 유럽 5위, 명목 국내총생산(GDP) 기준으로 세계 11위, 구매력 평가 기준 6위이다.
러시아의 광대한 지리는 러시아의 경제 활동의 중요한 결정 요인이며, 일부 소식통들은 러시아가 세계 천연자원의 30% 이상을 보유하고 있다고 추정한다. 세계은행은 러시아 천연자원의 총 가치를 75조 달러로 추산하고 있다. 러시아는 에너지 수입에 의존하여 성장의 대부분을 주도하고 있다. 러시아는 석유와 천연가스, 귀금속 등이 풍부해 러시아 수출에서 큰 비중을 차지하고 있다. 2012년 기준으로 석유 가스 분야는 GDP의 16%, 연방 예산 수입의 52%, 전체 수출의 70% 이상을 차지하고 있다. 러시아는 "에너지 초강대국"으로 여겨진다. 세계 최대의 검증된 천연가스 매장량을 보유하고 있으며, 천연가스 최대 수출국이다. 또 석유 수출 2위이다.
러시아는 5세대 전투기, 핵추진 잠수함, 화기, 단거리/장거리 탄도 미사일 등 첨단 군사장비를 설계하고 제조할 수 있는 크고 정교한 군수 산업을 보유하고 있다. 러시아 무기 수출의 가치는 2013년에 총 157억 달러로 미국에 이어 두 번째였다. 러시아에서 가장 많이 수출되는 군 수출품에는 전투기, 방공 시스템, 군함, 잠수함 등이 있다.
러시아의 경제 발전은 모스크바 지역이 그 나라 GDP의 매우 큰 몫을 차지하면서 지리적으로 불균형이 심한 상태이다. 또한, 러시아에서는 1990년 이후(중국과 다른 동유럽 국가들보다 훨씬 더 많은) 부의 불평등이 크게 존재한다.

## 역사

### 1990년대
러시아는 1989년까지는 구 소련의 집단생산체제에 힘입어 연간 1∼2%대의 꾸준한 경제성장을 실현하여 왔다. 그러나 개혁과도기의 혼란이 심화되기 시작한 1990년도 이후부터 계속적으로 마이너스 성장을 보이고 있다. 주요 원인으로는 중앙계획체제 및 협동체제의 와해·COMECON 역내 무역체제의 붕괴·외환사정 악화로 인한 원료 및 중간재 수입의 격감·고정투자의 급감·구 소련 공화국 간 경제협력의 약화 등을 들 수 있다. 그러나 근본적으로는 구 소련체제의 붕괴와 시장경제체제로의 이행과정에서 발생하는 부작용의 일환이라고 볼 수 있다. 1993년의 러시아의 경제지표를 살펴보면, GDP는 약 12% 감소·투자는 15% 감소·소비자물가 9.4배 상승·생산자물가 10배 상승에서 볼 수 있듯이, 국민의 실질소득 감소·재정적자의 확대·기업의 민영화계획의 부진 등 매우 부정적인 상황에 와 있다. 러시아의 수출을 살펴보면, 구 소련 공화국에 대한 수출은 지속적으로 증가하여 오다가 1990년에는 다소 감소하였다. 1990년 현재 구 소련 공화국에 대한 수출이 러시아 총수출에서 차지하는 비중은 외국으로의 수출보다 두 배 이상 높다. 구 소련 공화국으로부터의 수입도 1980년대까지는 증가해 오다가 1990년에는 감소하였다. 그러나 외국으로부터의 수입은 지속적으로 증가하여 1990년에는 외국으로부터의 수입이 공화국 내 수입보다 더 높은 비중을 차지하였다. 무역수지면에서 보면 공화국간 거래에서는 흑자가 지속되고 있으나, 외국과의 교역에 있어서는 적자폭이 계속 확대되고 있다. 무역수지가 전체적으로 악화되고 있는 것은 기계 및 제철제품과 같은 공산품의 수입이 많은 부문을 차지하고 있기 때문이다.
| 〔표〕 - 17 러시아의 주요 경제지표(전년동기 대비%) |                                                         |                                                                           |                                                                            |                                                                      |
| | 1990                                                    | 1991                                                                      | 1992                                                                       | 1993                                                                 |
| 국 내 총 생 산(GDP) 생 산 국 민 소 득 공 업 생 산 액 대 중 소 비 재 생 산 농 업 생 산 액 투 자 국 부, 협 동 조 합 상 업 소 매 판 매 액 유 료 서 비 스 주 택 공 급 소 비 자 물 가 공 업 제 품 도 매 물 가 수 출 수 입 | -11.0 -4.0 -0.1 7.3 -3.6 0.1 10.0 10.2 -12.4 - -4.8 4.9 | -12.9 -14.3 -8.0 -0.8 -4.5 -15.5 -7.2 -20.8 -19.1 2.6배 3.4배 -28.4 -45.6 | -10.5 -22.0 -18.0 -15.4 -9.4 -39.7 -35.3 -41.3 -16.0 26배 34배 -16.7 -16.9 | -12.0 - -16.2 -11.1 -4.0 -15.0 -0.1 -30.3 0.7 9.4배 10.0배 1.4 -27.0 |

자료：『러시아 연방 관람』 대외경제정책 연구원 지역정보센터, 1994.
1994년 러시아연방의 수출상대국들이 차지하는 비율은 독일이 총수출의 13%를 차지하고 있으며 다음으로 미국 7.3%, 영국 6.4%, 이탈리아 5.7%, 중국 5%, 네덜란드, 핀란드, 스위스 및 일본(4.8%에서 4.2% 사이)이었다. 이러한 수출의 유럽편중은 수입에도 이어져 유럽이 절대적 우위를 점하고 있다. 그리고 1993년도 수출은 전년대비 1.4% 증가한 430억 달러였다. 선진국으로의 수출은 전년대비 1.2%, 개도국으로의 수출은 39% 증가한 반면, 구 코메콘국가와 기타 사회주의국가로의 수출은 5% 감소하여, 러시아의 수출에 있어 개도국의 비중이 점차로 높아지고 있음을 알 수 있다. 수입은 전년대비 27%나 감소하였으며, 선진국과 개도국으로부터의 수입은 각각 전년대비 31%, 39% 감소하였다.
| 〔표〕－ 18 러시아의 주요 경제지표 (단위：%, 억 달러) |                         |                    |                     |                    |                    |                  |                |
|                                                       | 1992                    | 1993               | 1994                | 1995               | 1996               | 1997             | 1998           |
| GDP 성 장 률 실 업 률 소비자물가상승률 경 상 수 지    | －14.5 2.9 2,508.8 －13 | －8.7 5.0 844.2 62 | －12.7 7.1 214.7 93 | －4.8 8.0 131.4 80 | －5.0 9.3 21.8 121 | 0.9 10.8 11.0 36 | －5.0 ‥ 27.8 0 |

주：1) 추정치
자료：OECD, Economic Outlook, 1998. 12, 연합뉴스 『연합연감 1999』

## 통화와 중앙은행
러시아 루블은 러시아 연방의 통화 단위이다. 러시아 루블은 미승인 국가인 압하지야, 남오세티야, 도네츠크 인민 공화국, 루한시크 인민 공화국에서 사용된다.
러시아 통화 시스템은 러시아 중앙은행이 관리한다. 1990년 7월 13일 RSFSR의 국가은행으로 설립된 러시아 중앙은행은 1991년 소련 해체 이후 중앙은행의 책임을 맡았다.

## 산업
러시아에서 서비스업은 경제의 가장 큰 분야로 GDP의 58%를 차지한다. 서비스 내에서 가장 중요한 부문은 도매 및 소매업, 자동차, 오토바이 및 개인 및 생활용품 수리업(총 GDP의 17%); 공공행정, 보건 및 교육(12%); 부동산(9%) 및 교통 보관 및 통신(7%)이다. 제2차 산업은 총 생산량에 40%를 기여한다. 광업(GDP의 11%), 제조업(13%), 건설업(4%)이 가장 중요한 산업 부문이다. 농업이 나머지 2%를 차지한다.

### 1차 산업

#### 광업
러시아는 또한 광물과 금의 주요 생산국이자 수출국이다. 러시아는 세계에서 가장 큰 다이아몬드를 생산하는 국가로서, 2013년에 3300만캐럿 이상의 캐럿을 생산한 것으로 추정되며, 이는 34억 달러 이상의 가치를 지닌 전세계 생산량의 25%에 달하는 것으로 추정되며, 알로사는 전체 러시아 생산의 약 95%를 차지한다.

#### 임업
러시아는 세계 삼림의 5분의 1 이상을 보유하고 있어 세계에서 가장 큰 삼림국이다. 그러나 유엔식량농업기구와 러시아 연방 정부의 2012년 연구에 따르면, 러시아 산림의 상당한 잠재력이 저활용되고 있으며 러시아의 산림생산 세계무역 점유율은 4%에도 미치지 못한다.

#### 농업
러시아는 구 소련 영토의 약 4분의 3을 차지한다. 1991년 소련이 해체되고 10년 가까이 쇠퇴한 뒤, 러시아 농업이 조직적·기술적 현대화로 개선 조짐을 보이기 시작했다. 북부 지역은 주로 가축에 집중하며 남부 지방과 시베리아 서부는 곡물을 생산한다. 크림 사태 이후 2014년 서방의 경제 제재와 루블화 평가 절하가 발생되면서 주요 곡물의 국내 생산에 박차를 가했고, 2016년 러시아는 소련의 곡물 생산 수준을 넘어섰고, 그 해 세계 최대 밀 수출국이 됐다. 2016년에 농업은 군수산업을 제치고, 러시아에서 석유와 가스에 이어 두 번째로 큰 수출 부문이 됐다.

### 2차 산업

#### 군수 산업
러시아의 군수(방위) 산업은 250만~300만 명을 고용해 전체 제조업 일자리의 20%를 차지한다. 러시아는 미국에 이어 세계 2위의 재래식 무기 수출국이다. 러시아 최대 화기 제조업체인 칼라시니코프 콘체른은 전체 소형 무기의 약 95%를 러시아에서 생산하며, 전세계 27개국 이상에 공급하고 있다. 러시아에서 수출하는 군수품 중에서 세계적으로 가장 인기 있는 종류는 수호이 및 미그 전투기, 방공 시스템, 헬리콥터, 전차, 장갑 병력 수송기, 보병 전투 차량이다.

#### 항공 우주
항공기 제조는 러시아에서 중요한 산업 분야로 약 355,300명을 고용하고 있다.
러시아의 우주 산업은 100개 이상의 회사로 구성되어 있으며 25만 명의 인원을 고용하고 있다.

#### 자동차
자동차 생산은 러시아 전체 노동력의 0.7%인 약 60만 명을 직접 고용하는 중요한 산업이다. 또 관련 업종에 약 2~300만 명을 지원하고 있다. 러시아는 2010년 세계 15위의 자동차 생산국으로 전 세계 생산량의 약 7%를 차지하고 있다. 2009년 경차 생산량은 59만5807대로 글로벌 금융위기로 2008년 146만9898대에 비해 줄었다. 최대 기업은 경차 생산업체인 아브토바즈(AvtoVAZ)와 가즈(GAZ)이며, 중차 생산업체는 카마즈(KAMAZ)가 대표적이다.

### 3차 산업

#### 유통
러시아의 소매 판매
| 연도                          | 2002 | 2003 | 2004 | 2005 | 2006 | 2007  | 2008       | 2009  | 2010  | 2011  |
| 총 소매 판매량(단위: 조 루블) | 3.77 | 4.53 | 5.64 | 7.04 | 8.69 | 10.76 | 통계 없음. | 14.60 | 16.49 | 19.08 |

#### IT 산업
IT 시장은 러시아 경제의 가장 역동적인 분야 중 하나이다.
현재 러시아는 역외 소프트웨어 개발 시장의 3%를 점유하고 있으며, 소프트웨어 수출국 중 3위(인도, 중국에 이어) 국가이다. 러시아에서 이러한 소프트웨어 아웃소싱의 증가는 여러 가지 요인에 의해 발생한다.

#### 금융업
러시아 중앙은행에 따르면, 2013년 말까지 422개 보험사가 러시아 보험시장을 운영하고 있다.

#### 관광업
러시아에서의 관광은 소련 말기 이후 급속한 성장을 보여 왔으며, 최초의 국내 관광과 그 후 국제 관광이 이루어졌다. 풍부한 문화유산과 훌륭한 자연적 다양성이 러시아를 세계에서 가장 인기 있는 관광지로 꼽고 있다.
2013년 러시아에는 세계에서 9번째로 가장 많은 2840만 명의 관광객이 방문했다. 러시아에서 가장 많이 방문하는 여행지는 모스크바와 상트페테르부르크로서, 세계적인 대도시로 인정받고 있다.

## 대외 무역 및 투자
| 연도              | 2005 | 2006 | 2007 | 2008 | 2009 | 2010 | 2011 | 2012 | 2013 | 2014 | 2015 | 2016 |
| 수출액 (십억 US$) | 241  | 302  | 352  | 468  | 302  | 397  | 517  | 525  | 527  | 498  | 344  | 285  |
| 수입액 (십억 US$) | 99   | 138  | 200  | 267  | 171  | 229  | 306  | 316  | 315  | 287  | 183  | 182  |

| 2015년 러시아의 10대 수입 파트너 | 2015년 러시아의 10대 수입 파트너 | 2015년 러시아의 10대 수입 파트너 | 2015년 러시아의 10대 수입 파트너 | 2015년 러시아의 10대 수입 파트너 |
| 순위                             | 국가                             | 금액 (USD)                       | %                                |                                  |
| -------------------------------- | -------------------------------- | -------------------------------- | -------------------------------- | -------------------------------- |
|                                  | 전세계                           | $182,782MM                       | 100.0%                           |                                  |
| 1                                | 중화인민공화국                   | $35,199MM                        | 19.3%                            |                                  |
| 2                                | 독일                             | $18,992MM                        | 10.4%                            |                                  |
| 3                                | 미국                             | $11,490MM                        | 6.3%                             |                                  |
| 4                                | 벨라루스                         | $7,989MM                         | 4.4%                             |                                  |
| 5                                | 이탈리아                         | $7,928MM                         | 4.3%                             |                                  |
| 6                                | 일본                             | $6,819MM                         | 3.7%                             |                                  |
| 7                                | 우크라이나                       | $5,643MM                         | 3.1%                             |                                  |
| 8                                | 프랑스                           | $5,563MM                         | 3.0%                             |                                  |
| 9                                | 대한민국                         | $4,532MM                         | 2.5%                             |                                  |
| 10                               | 카자흐스탄                       | $4,275MM                         | 2.3%                             |                                  |

| 2015년 러시아의 10대 수출 파트너 | 2015년 러시아의 10대 수출 파트너 | 2015년 러시아의 10대 수출 파트너 | 2015년 러시아의 10대 수출 파트너 | 2015년 러시아의 10대 수출 파트너 |
| 순위                             | 국가                             | 금액 (USD)                       | %                                |                                  |
| -------------------------------- | -------------------------------- | -------------------------------- | -------------------------------- | -------------------------------- |
|                                  | 전세계                           | $343,908MM                       | 100.0%                           |                                  |
| 1                                | 네덜란드                         | $40,198MM                        | 11.7%                            |                                  |
| 2                                | 중화인민공화국                   | $28,335MM                        | 8.2%                             |                                  |
| 3                                | 이탈리아                         | $16,204MM                        | 4.7%                             |                                  |
| 4                                | 독일                             | $15,906MM                        | 4.6%                             |                                  |
| 5                                | 일본                             | $14,426MM                        | 4.2%                             |                                  |
| 6                                | 대한민국                         | $13,196MM                        | 3.8%                             |                                  |
| 7                                | 벨라루스                         | $12,428MM                        | 3.6%                             |                                  |
| 8                                | 튀르키예                         | $11,703MM                        | 3.4%                             |                                  |
| 9                                | 카자흐스탄                       | $10,302MM                        | 3.0%                             |                                  |
| 10                               | 폴란드                           | $9,513MM                         | 2.8%                             |                                  |

## 같이 보기
- 러시아의 정치